# Lubosław Langer
Lubosław Stanisław Langer (ur. 11 września 1946 w Niemczy) – polski inżynier i samorządowiec, w latach 1982–1990 i 1998–2002 prezydent Skarżyska-Kamiennej.

## Życiorys
Z wykształcenia inżynier, absolwent Wyższej Szkole Inżynierskiej. Zawodowo związany z lokalną spółdzielnią mieszkaniową, doszedł do stanowiska prezesa zarządu tej instytucji.
W latach 1982–1990 po raz pierwszy był prezydentem Skarżyska-Kamiennej. W 1998 powrócił na ten urząd. W bezpośrednich wyborach w 2002, będąc kandydatem lokalnego ugrupowania Samorząd Obywatelski Skarżyska, przegrał w pierwszej turze. Uzyskał jednocześnie mandat radnego Skarżyska-Kamiennej, utrzymał go również w 2006. W 2010 nie został ponownie wybrany do rady miejskiej, kandydował też wówczas ponownie na urząd prezydenta miasta.
W 2005 otrzymał Złoty Krzyż Zasługi.